# Chinattus furcatus
Chinattus furcatus là một loài nhện trong họ Salticidae.
Loài này thuộc chi Chinattus. Chinattus furcatus được Xie, Peng & Joo-Pil Kim miêu tả năm 1993.